# Сабдиџиталси
Сабдиџиталси (енгл. Subdigitals) јесу измишљени бенд из цртаног филма Код Лиоко, као и албум који је издао Мунскуп. Бенд се на почетку звао Сабсоникси (енгл. Subsonics), али им је у четвртој сезони назив промењен. Чланови бенда су бубњар Крис, басиста Бен и гитариста и главни певач Нико.
Највећи број песама на албуму су од Сабдиџиталса, док песме Отети се (фр. S'envoler, енгл. Break Away) и Свет без опасности (фр. Un Monde Sans Danger, енгл. A World Without Danger) изводе Дебра Рејнолдс и Ноум Канијел. Албум је издат на француском 20. новембра 2006, а на енглеском језику 19. јуна 2007.
Свет без опасности, иначе уводна шпица Код Лиока, у Француској је издат као сингл на компакст-диску, а у иностранству је продаван преко музичких сајтова Амазона и Ибеја. Мрежа планета (Planet Net) је издата као музички видео-сингл који садржи исечке из цртаног филма. Делови песме Отети се налазе се у неколико епизода, док прерађени инструментал представља изводну шпицу треће и четврте сезоне. Епизода Умилна музика за дивљу звер (фр. Il est sense d'etre insensé, енгл. Music to Soothe the Savage Beast) садржи прерађене интрументале Мреже планета и Отети се.

## Дискографија
| Француско издање 1. Planet Net 2. Ouvre Les Yeux 3. Technoïde 4. D'ici Et Ailleurs 5. Ensemble 6. Sauver Le Monde 7. Rodéo 8. La Tribu 9. S'en Aller 10. Bienvenue 11. S'envoler 12. Un Monde Sans Danger | Енглеско издање 1. Planet Net 2. Angel of Mine 3. School Is Out 4. Virtual World 5. Time to Cry 6. Secret Life 7. Surfing in Cyberspace 8. Mother Earth 9. Get Away 10. World with My Eyes 11. Break Away 12. A World Without Danger | Слободни превод 1. Мрежа планета (исти назив) 2. Отвори очи / Мој анђео 3. Техноид / Школа је наша 4. До другог места / Видљив свет 5. Заједно / Време за плач 6. Спасити свет / Тајни живот 7. Родео / Сајбер-свемир 8. Племе / Мајка Земља 9. Одлази (исти назив) 10. Добродошли / Свет мојим очима 11. Полетети / Отети се 12. Свет без опасности (исти назив) |